# Toshinobu Kawai
Toshinobu Kawai (河合 季信?, Kawai Toshinobu; 19 dicembre 1967) è un ex pattinatore di short track giapponese.

## Carriera
Come risultato più alto in carriera arrivò a conquistare la medaglia di bronzo nella staffetta 5000 m alle Olimpiadi di Albertville 1992.

## Palmarès

### Olimpiadi
Albertville 1992: bronzo nella staffetta 5000 m;

### Giochi asiatici
- Sapporo 1986: oro nei 1500 m e argento nei 500 m.

### Campionati mondiali
- Campionati mondiali di short track:

Amsterdam 1985: oro nella classifica generale;
Montréal 1987: oro nella classifica generale;